# Cueva del Viento

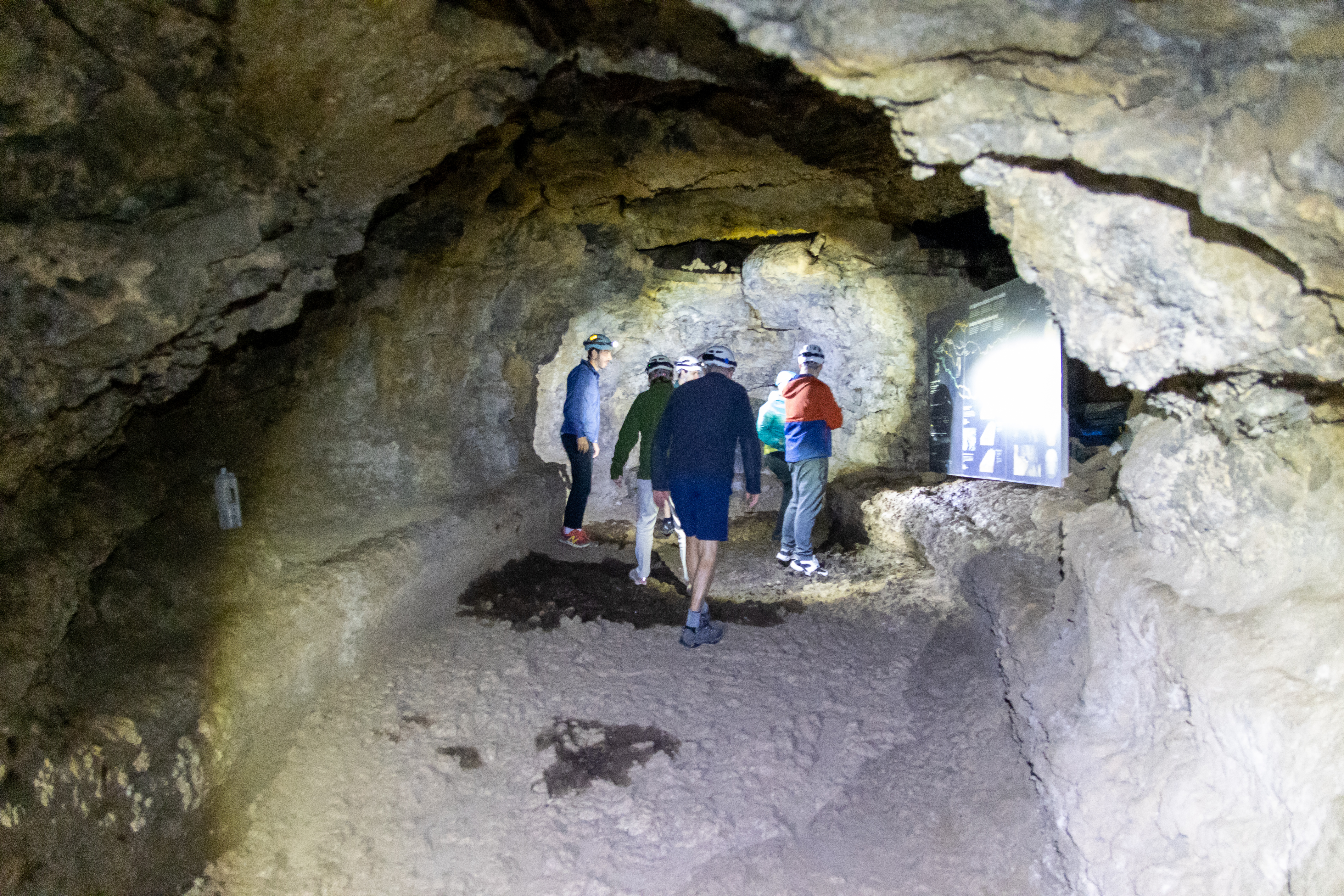
Cueva del Viento

Die Cueva del Viento (übersetzt: Höhle des Windes) ist eine Höhle in der Nähe von Icod de los Vinos im Norden der Insel Teneriffa. Nach einer Reihe von Höhlen in Hawaii gehört sie zu den längsten Lavahöhlen der Welt, und gilt als längste Lavaröhre des afrikanischen Kontinents und der Europäischen Union. 
Das Höhlensystem hat eine bekannte Länge von ca. 17 Kilometern auf drei Ebenen. Die ältesten Höhlenteile sind vor ca. 27.000 Jahren beim Ausbruch des Pico Viejo entstanden. In der Höhle leben 120 Tierarten, 15 Spezies wurden in dieser Höhle zum ersten Mal entdeckt, etwa die Laufkäfer Wolltinerfia martini und Wolltinerfia tenerifae. Diese Höhle war auch reich an Funden von Fossilien, beispielsweise der Riesenratte Canariomys bravoi. Ein kleiner Teil der Höhle mit ca. 250 m Länge ist zu besichtigen. Es gibt ein Informationszentrum, von dem aus die Höhlenführungen starten.
Nach einer Sage wurde die Höhle von einer Ziegenhirtin entdeckt. Sie stürzte plötzlich in die Tiefe und landete auf ihren Ziegen.

## Naturschutz
Die Höhle und ihre Umgebung wurde von Spanien als FFH-Gebiet gemeldet und ist damit Teil des europäischen Schutzgebiets-Netzes Natura 2000. 
Folgende Lebensraumtypen nach Anhang I der FFH-Richtlinie sind für das FFH-Gebiet „Cueva del Viento“ gemeldet:
| EU Code | * | Lebensraumtyp (offizielle Bezeichnung) | Fläche [ha] |
| ------- | - | -------------------------------------- | ----------- |
| 4050    | * | Endemische makaronesische Heiden       | 2,47        |
| 8320    |   | Lavafelder und Aushöhlungen            | 4,74        |
| 9550    |   | Kanarischer endemischer Kiefernwald    | 59,89       |

Folgende Arten von gemeinschaftlichem Interesse kommen im Gebiet vor:
| Bild           | EU Code | * | Art            | wissenschaftlicher Name  | Artengruppe |
| -------------- | ------- | - | -------------- | ------------------------ | ----------- |
| Mopsfledermaus | 1324    |   | Mopsfledermaus | Barbastella barbastellus | Säugetiere  |